# Лу Доббс
Лу Доббс (англ. Lou Dobbs; 24 вересня 1945 — 18 липня 2024) — журналіст та ведучий програми «Ввечері з Лу Доббсом» телекомпанії Сі-Ен-Ен.

## Біографія
Лу Доббс народився в м. Чайлдрес, штату Техас. Його батько був бухгалтером та співвласником газової заправки. Коли хлопцю було 12 років заправка розорилася і сім'я мусила переїхати на помешкання до штату Айдахо. В школі Лу добре вчився і був президентом шкільної студентської ради. Після закінчення школи у 1963 р. він поступив до Гарвардського університету, де він закінчив у 1967 р. економічний факультет.
Після закінчення університету він переїхав спочатку до Бостона, до Вашингтону, а пізніше і до Лос-Анжелеса, де він працював у Юніон Банк. Одружившись у 1969 р. через рік у нього вже народився перший син. Незабаром сім'я переїхала до Аризони і Лу отримав першу журналістську роботу в місцевій радіостанції. Його перші репортажі були про пожежі і кримінальну хроніку. Вже в середині 1970-х Доббс став репортером та ведучим телевізійної програми в м. Фінікс, Аризона. У 1979 р. його запросив до Сі-Ен-Ен Тед Тернер, якій підбирав команду для нової телекомпанії.

## Журналістська діяльність
Спочатку в Сі-Ен-Ен Лу Доббс відповідав за економічні репортажі та новини в рамках окремої програми «Moneyline». З часом він ввійшов до керівництва телекомпанії і був членом ради директорів компанії. Був також засновником окремого економічного каналу Сі-Ен-Ен, де він був президентом і ведучим програм.
З часом у нього з'явилися розбіжності у поглядах з керівництвом компанії, яке він вважав занадто ліберальним. Це призвело до того, що він залишив компанію і повернувся на Сі-Ен-Ен тільки через декілька років, коли змінилося керівництво компанії. Цього разу Доббс став ведучим своєї власної авторської програми «Ввечері з Лу Доббсом», яка крім економічних питань також зосереджувалася на політичних подіях країни. Окрім телебаченні він також вів економічну радіопрограму і дописував в декількох фахових журналах.
Лу Доббс відомий своїми чіткими політичними поглядами щодо низки економічних і політичних питань країни. Він, зокрема, виступає проти нелегальної еміграції з Мексики, проти субпідряду (т. зв. аутсорсингу), вільної торгівлі і дисбалансу в торгівлі з Китаєм. За свої погляди і надзвичайну активність у русі проти нелегальної еміграції його обвинувачували в расизмі, оскільки він був проти амністії нелегалів і пропонував залучати добровільні дружини для охорони кордонів. Хоча Доббс і належав довгий час до республіканської партії, останнім часом він заявляє, що змінив свої погляди і не підтримує ні республіканську, ні демократичну партії. Він також підтримує законодавство, яке дозволяло б одностатеві шлюби. В зовнішній політиці він виступає за обмеження торгівлі з Китаєм і вважає підтримку Ізраїлю диспропорційною і непотрібною для США. Доббс також критично відноситься до стану в якому опинився середній клас Америки і навіть має сегмент своєї передачі «Війна проти середнього класу».